# Marita Katusheva
Marita Viktorovna Katusheva (em russo:  Марита Викторовна Катушева; 19 de abril de 1938 — Moscou, 21 de janeiro de 1992) foi uma jogadora de voleibol da Rússia que competiu pela União Soviética nos Jogos Olímpicos de 1964.
Em 1964, ela fez parte da equipe soviética que conquistou a medalha de prata no torneio olímpico, no qual atuou em duas partidas.